# Amarna Grab 10
Beim Grab 10 in der Nekropole der mittelägyptischen Stadt Amarna handelt es sich um die unfertige Grabanlage des Ipy, der das Amt eines Domänenvorstehers am königlichen Hof von Achet-Aton innehatte. Die Grabanlage, die zur südlichen Gräbergruppe gehört, wurde begonnen, aber nie fertiggestellt. Es gibt eine Fassade, den Eingang und die unfertige Grabkapelle, aber keine Grabkammer. Von vier vorgesehenen Säulen in der Grabkapelle sind drei begonnen. An der Fassade auf der Türrahmung ist eine gut erhaltene Darstellung der königlichen Familie, mit König Echnaton, seiner Gemahlin Nofretete sowie drei Töchtern. Auf der anderen Seite der Türrahmung ist eine Hymne an den Sonnengott Aton erhalten. Hier finden sich auch der Name des Grabinhabers, Ipy, sowie seine Titel königlicher Schreiber und Domänenvorsteher. Die unfertige Grabkapelle ist undekoriert.

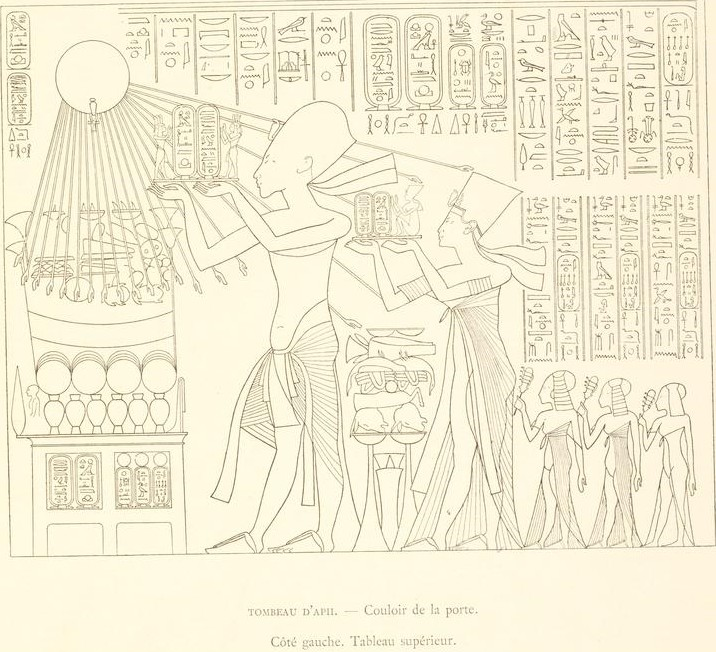
Echnaton und seine Familie vor Aton
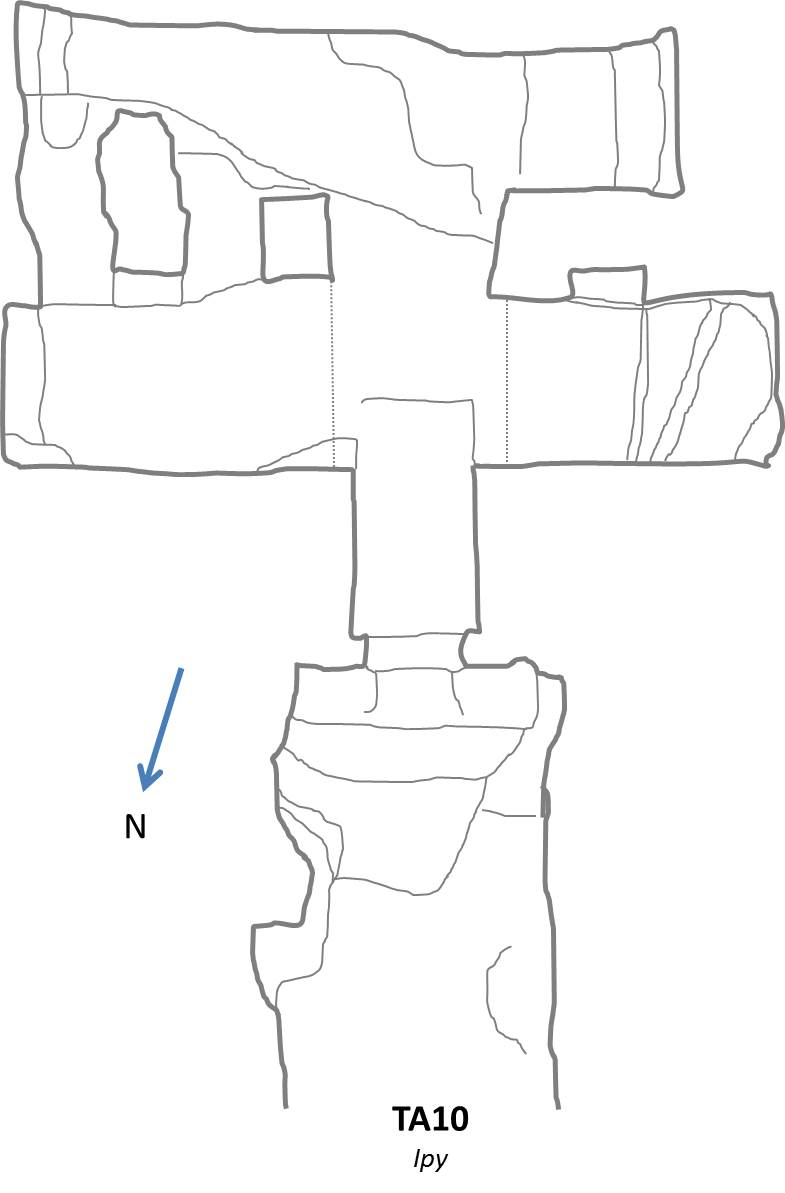
Plan des Grabes